# NGC 6006
NGC 6006 é uma galáxia elíptica (E) localizada na direcção da constelação de Serpens. Possui uma declinação de +12° 00' 21" e uma ascensão recta de 15 horas, 53 minutos e 02,5 segundos.
A galáxia NGC 6006 foi descoberta em 2 de Junho de 1864 por Albert Marth.